# Paroxystomina micoletzkyi
Paroxystomina micoletzkyi är en rundmaskart som beskrevs av Christian Wieser 1953. Paroxystomina micoletzkyi ingår i släktet Paroxystomina och familjen Oxystominidae. Inga underarter finns listade i Catalogue of Life.